# Serralada Carabaya
La serralada Carabaya és una petita serralada que forma part de la Cordillera Oriental, una secció de la gran serralada dels Andes. Es troba a la regió de Puno, al Perú, entre les serralades de serralada de Vilcanota, al nord-oest, i la d'Apolobamba, al sud-est. La serralada Carabaya constitueix la frontera nord de la meseta del Collao, que descendeix cap a les planes amazòniques. Presenta uns 100 km² de glaceres, sent la seva màxima elevació l'Allincapac, amb 5.780 msnm.

## Cims principals
Els principals cims de la serralada són:
- Huaynaccapac, 5.721 metres
- Tococcapac, 5.670 metres
- Chichicapac, 5.614 metres
- Juraccapac, 5.610 metres
- Cacaccapac, 5.425 metres
- Balansani, 5.350 metres
- Vela Cunca, 5.350 metres
- Quenamari, 5.294 metres
- Queroni, 5.250 metres
- Muro Muruni, 5.200 metres
- Pumajolluni, 5.200 metres
- Quellhuacotarriti, 5.200 metres
- Vilajota, 5.198 metres
- Allpajata, 5.100 metres
- Jatun Pinguilluni, 5.100 metres
- Tocsajota, 5.100 metres
- Challhuani, 5.000 metres
- Chullumpirini, 5.000 metres
- Minas Cunca, 5.000 metres
- Q'umirqucha Punta, 5.000 metres
- Tucuhuachana, 5.000 metres
- Q'uli Kunka, 4.800 metres
- Sallikani, 4.800 metres
- Usqulluni, 4.800 metres
- Wisk'achani, 4.800 metres